# Futbol'nyj Klub Dynamo Kyïv 2021-2022
Questa voce raccoglie le informazioni riguardanti il Futbol'nyj Klub Dynamo Kyïv, meglio conosciuta come Dinamo Kiev, nelle competizioni ufficiali della stagione 2021-2022.

## Stagione
La stagione 2021-2022 vede la 31ª partecipazione alla Prem"jer-liha per la Dinamo Kiev, che conferma in panchina il tecnico rumeno Mircea Lucescu, nonostante per tutta la passata stagione sia stato fortemente criticato dai sostenitori del club per i suoi trascorsi nello Šachtar. L'esordio stagionale è avvenuto il 1º agosto contro il Veres Rivne, nell'incontro valido per la seconda giornata di campionato, vinto per 4-0.
Il 26 agosto a Istanbul ha luogo il sorteggio dei gironi di Champions League che vede impegnato il club nel gruppo E con i campioni di Germania del Bayern Monaco, gli spagnoli del Barcellona e i portoghesi del Benfica. Il 28 agosto la vittoria per 7-0, in casa contro il Kolos Kovalivka con la prima frazione chiusa sul 6-0, ha un risalto internazionale. Il 14 settembre la Dinamo esordisce in Europa, pareggiando a reti inviolate l'incontro col Benfica. Il 22 settembre, per l'ottavo anno consecutivo, Dinamo e Šachtar si affrontano in Supercoppa d'Ucraina; in questa edizione è la squadra di Roberto De Zerbi a vincere il trofeo.
Il 27 ottobre, grazie alla vittoria esterna per 2-1 sul campo del Mariupol', la Dinamo supera gli ottavi di finale di coppa nazionale. Il 6 novembre la Dinamo subisce la prima sconfitta in campionato, con la squadra che viene superata per 2-1 in casa dal Vorskla. Il 23 novembre, in virtù della sconfitta casalinga per 2-1 contro il Bayern, la Dinamo viene eliminata dalle competizioni europee.
Il 24 febbraio, a causa dell'imposizione della legge marziale in Ucraina, il campionato di calcio viene sospeso. Il 26 aprile 2022, la federcalcio ucraina ha terminato anzitempo il campionato, senza assegnare il titolo, né retrocedere alcuna squadra.

## Maglie e sponsor
Lo sponsor tecnico per la stagione 2021-2022 è New Balance, mentre gli sponsor ufficiali sono FavBet, presente con un piccolo logo nella parte superiore dello stemma e con una scritta più grande sul retro sotto il numero di maglia, e ABank24, presente al centro sul fronte della divisa. Inoltre sono riportati Dobrobyt nella parte sovrastante il nome delle maglie, Klo sul pantaloncino e Pit Bull Energy Drink sulla manica sinistra. Le nuove divise sono una moderna interpretazione dell'abbigliamento sportivo degli anni '90, che si differenzia per varie stampe e colori vivaci. È anche un tributo alle vittorie del club nell'ultimo decennio del ventesimo secolo, culminate con la vittoria di otto titoli ucraini e cinque Coppe d'Ucraina. La prima maglia riporta i tipici colori bianco e blu, che si incontrano in losanghe stilizzate. Il colletto è tondo e sul petto da sinistra a destra sono impressi lo stemma della Dinamo Kiev, la bandiera dell'Ucraina e il simbolo della New Balance. Il secondo equipaggiamento è speculare al primo, ma alterna il blu scuro col blu chiaro. Le maniche sono completamente blu, con un bordino all'estremità di colore azzurro, blu e bianco. Su entrambe le maglie è incisa la sigla Київ — це ми (Kiev siamo noi) sul retro del colletto.
|  | Casa |  | Trasferta |

## Organigramma societario
Dal sito internet ufficiale della società.
Area direttiva
- Presidente: Ihor Surkis

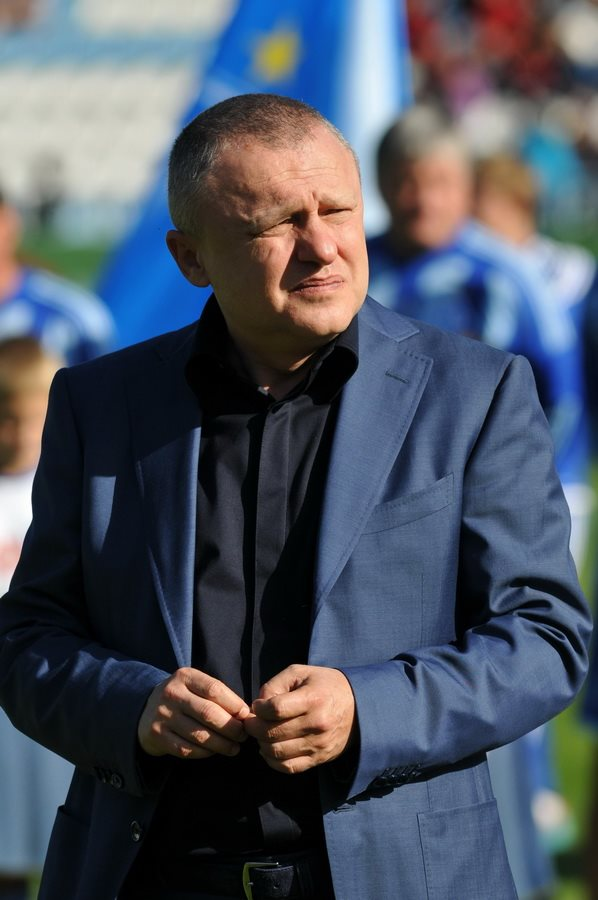
Il presidente della Dinamo Kiev, Ihor Surkis

- Primo Vicepresidente: Vitalii Sivkov
- Direttore generale: Rezo Chokhonelidze
- Direttore sportivo: Volodymyr Bezsonov
- Vicepresidenti: Leonid Aškenazi, Oleksij Palamarčuk, Mychajlo Petrošenko, Oleksij Semenenko, Andrij Madzjanovs'kyj, Jevgen Krasnikov

Area tecnica
- Allenatore: Mircea Lucescu
- Allenatore in seconda: Emil Caras
- Assistenti: Oleh Husjev, Ognjen Vukojević
- Preparatore dei portieri: Mychajlo Mychajlov
- Preparatori atletici: Vitalij Kulyba, Volodymyr Jarmošuk
- Coordinatore settore giovanile: Marcos Guillermo Samso

Area sanitaria
- Fisioterapisti: Volodymyr Maljuta, Anatolij Žučka, Andrij Šmorhun
- Staff medico: Serhij Kravčenko, Andrij Soldatkin, Andrij Sobčenko, Anatolij Sosinovyč, Vasyl' Jaščenko

Area marketing
- Gruppo analitico: Olexandr Kozlov, Anatolij Kroščenko

Area amministrativa
- Amministrazione: Olexandr Lemiško, Viktor Kašpur, Anatolij Paškovs'kyj, Pylyp Repetylo

Area Scout
- Osservatore: Oleksandr Zavarov

## Rosa

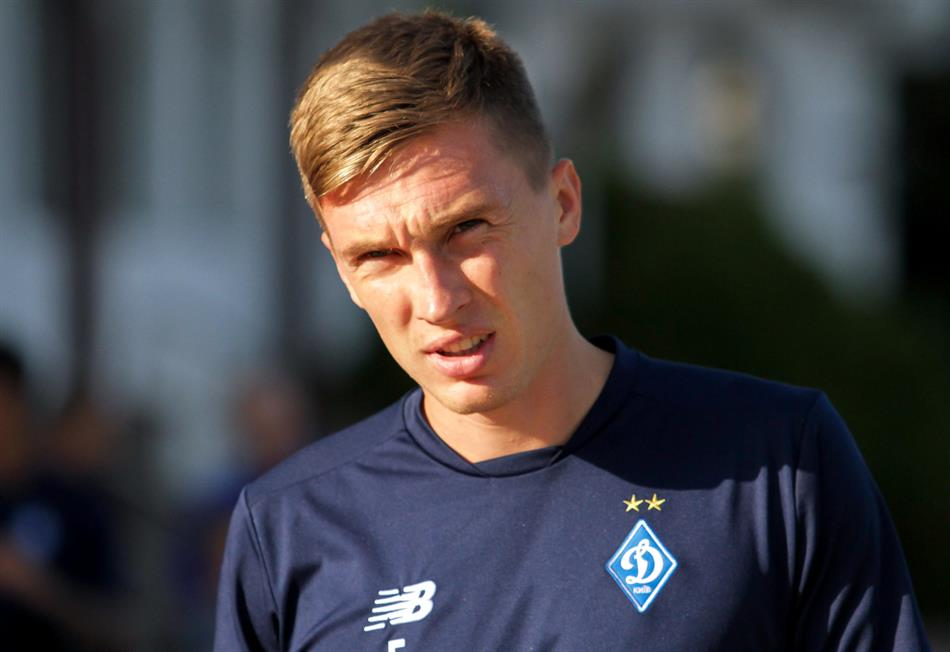
Serhij Sydorčuk, alla sua decima stagione con la Dinamo Kiev, è il capitano della squadra

Rosa e numerazione, tratte dal sito ufficiale della Dynamo Kyïv.
| N. |                        | Ruolo | Calciatore                 |
| -- | ---------------------- | ----- | -------------------------- |
| 1  | Ucraina (bandiera)     | P     | Heorhij Buščan             |
| 4  | Ucraina (bandiera)     | D     | Denys Popov                |
| 5  | Ucraina (bandiera)     | C     | Serhij Sydorčuk (capitano) |
| 6  | Ucraina (bandiera)     | D     | Mykyta Burda               |
| 7  | Slovacchia (bandiera)  | C     | Benjamin Verbič            |
| 8  | Ucraina (bandiera)     | C     | Volodymyr Šepeljev         |
| 9  | Venezuela (bandiera)   | A     | Eric Ramírez               |
| 10 | Ucraina (bandiera)     | C     | Mykola Šaparenko           |
| 11 | Lussemburgo (bandiera) | A     | Gerson Rodrigues           |
| 13 | Ucraina (bandiera)     | D     | Artem Šabanov              |
| 14 | Uruguay (bandiera)     | C     | Carlos de Pena             |
| 15 | Ucraina (bandiera)     | C     | Viktor Cyhankov            |
| 16 | Ucraina (bandiera)     | D     | Vitalij Mykolenko          |
| 17 | Ucraina (bandiera)     | C     | Bohdan Ljednjev            |
| 18 | Ucraina (bandiera)     | C     | Oleksandr Andrijevs'kyj    |
| 19 | Ucraina (bandiera)     | C     | Denys Harmaš               |

| N. |                        | Ruolo | Calciatore          |
| -- | ---------------------- | ----- | ------------------- |
| 20 | Ucraina (bandiera)     | C     | Oleksandr Karavajev |
| 22 | Brasile (bandiera)     | A     | Vitinho             |
| 23 | Brasile (bandiera)     | D     | Sidcley             |
| 24 | Ucraina (bandiera)     | D     | Oleksandr Tymčyk    |
| 25 | Ucraina (bandiera)     | D     | Illja Zabarnyj      |
| 28 | Ucraina (bandiera)     | A     | Vladyslav Kulač     |
| 29 | Ucraina (bandiera)     | C     | Vitalij Bujal's'kij |
| 34 | Ucraina (bandiera)     | D     | Oleksandr Syrota    |
| 35 | Ucraina (bandiera)     | P     | Ruslan Neščeret     |
| 41 | Ucraina (bandiera)     | A     | Artem Bjesjedin     |
| 44 | Ucraina (bandiera)     | D     | Vladyslav Dubinčak  |
| 71 | Ucraina (bandiera)     | P     | Denys Bojko         |
| 73 | Bielorussia (bandiera) | A     | Illja Škuryn        |
| 89 | Ucraina (bandiera)     | A     | Vladyslav Suprjaha  |
| 94 | Polonia (bandiera)     | D     | Tomasz Kędziora     |
| 99 | Ucraina (bandiera)     | C     | Denys Antjuch       |

## Calciomercato
Il calcio mercato della Dinamo Kiev è stato improntato sul rafforzamento del reparto offensivo. Dopo un periodo iniziale di prova arriva dal Kolos Kovalivka il centrocampista avanzato Denys Antjuch. Viene messo sotto contratto Vladyslav Kulač, capocannoniere dello scorso campionato, e vengono acquistati i sudamericani Ramírez e Vitinho. Dal CSKA Mosca arriva in prestito il bielorusso Illja Škuryn. Nella sessione invernale di calcio mercato viene ceduto il terzino della nazionale ucraina Vitalij Mykolenko agli inglesi dell'Everton. In seguito alla deroga emanata dalla FIFA come conseguenza dell'invasione russa nel territorio ucraino, Illja Škuryn fa ritorno al club di Mosca, mentre Benjamin Verbič viene ceduto in prestito al Legia Varsavia. Rientra invece dal prestito Gerson Rodrigues, che viene licenziato dal Troyes per motivi disciplinari.

### Sessione estiva
| Acquisti         | Acquisti              | Acquisti            | Acquisti                    |
| R.               | Nome                  | da                  | Modalità                    |
| ---------------- | --------------------- | ------------------- | --------------------------- |
| C                | Denys Antjuch         | Kolos Kovalivka     | definitivo (0,13 milioni €) |
| A                | Vladyslav Kulač       | Vorskla             | gratuito                    |
| A                | Eric Ramírez          | DAC Dunajská Streda | definitivo (1,75 milioni €) |
| A                | Illja Škuryn          | CSKA Mosca          | prestito                    |
| A                | Vitinho               | Athl. Paranaense    | definitivo (6 milioni €)    |
| Altre operazioni |                       |                     |                             |
| R.               | Nome                  | da                  | Modalità                    |
| D                | Vladyslav Dubinčak    | Dnipro-1            | fine prestito               |
| D                | Artem Šabanov         | Legia Varsavia      | fine prestito               |
| D                | Roman Vantuch         | Oleksandrija        | fine prestito               |
| C                | Bohdan Biloševs'kyj   | Desna Černihiv      | fine prestito               |
| C                | Benito                | Olimpik Donec'k     | fine prestito               |
| C                | Serhij Buleca         | Dnipro-1            | fine prestito               |
| C                | Giorgi Ts'it'aishvili | Vorskla             | fine prestito               |
| C                | Mykyta Kravčenko      | Kolos Kovalivka     | fine prestito               |
| A                | Ibrahim Kargbo Jr.    | Olimpik Donec'k     | fine prestito               |
| A                | Fran Sol              | Tenerife            | fine prestito               |
| A                | Nazarij Rusyn         | Legia Varsavia      | fine prestito               |

| Cessioni         | Cessioni              | Cessioni    | Cessioni                       |
| R.               | Nome                  | a           | Modalità                       |
| ---------------- | --------------------- | ----------- | ------------------------------ |
| D                | Tudor Băluță          | Brighton    | fine prestito                  |
| D                | Sidcley               | PAOK        | prestito                       |
| C                | Mikkel Duelund        | N.E.C.      | prestito                       |
| A                | Clayton               |             | svincolato                     |
| A                | Gerson Rodrigues      | Troyes      | prestito oneroso (1 milione €) |
| Altre operazioni |                       |             |                                |
| R.               | Nome                  | a           | Modalità                       |
| P                | Vladyslav Kučeruk     | Čornomorec' | prestito                       |
| D                | Vladyslav Dubinčak    | Dnipro-1    | prestito                       |
| D                | Volodymyr Kostevyč    | Ruch L'viv  | prestito                       |
| D                | Denys Kuzyk           | Čornomorec' | prestito                       |
| D                | Danil Skorko          | Čornomorec' | prestito                       |
| D                | Roman Vantuch         | Čornomorec' | prestito                       |
| C                | Achmed Alibekov       | Zorja       | prestito                       |
| C                | Benito                | Gorica      | prestito                       |
| C                | Bohdan Biloševs'kyj   | Čornomorec' | prestito                       |
| C                | Serhij Buleca         | Zorja       | prestito                       |
| C                | Jurij Tlumak          | Čornomorec' | prestito                       |
| C                | Giorgi Ts'it'aishvili | Čornomorec' | prestito                       |
| C                | Abdul Kadiri Mohammed | Čornomorec' | prestito                       |
| C                | Mykyta Kravčenko      | Dnipro-1    | prestito                       |
| C                | Jaroslav Nadols'kyj   | Čornomorec' | prestito                       |
| C                | Jevhen Smyrnyj        | Čornomorec' | prestito                       |
| A                | Fran Sol              | Eibar       | prestito                       |
| A                | Jevhen Isajenko       | Čornomorec' | prestito                       |
| A                | Nazarij Rusyn         | Dnipro-1    | prestito                       |
| A                | Vladyslav Vanat       | Čornomorec' | prestito                       |

### Sessione invernale
| Acquisti         | Acquisti              | Acquisti    | Acquisti      |
| R.               | Nome                  | da          | Modalità      |
| ---------------- | --------------------- | ----------- | ------------- |
| D                | Vladyslav Dubinčak    | Dnipro-1    | fine prestito |
| Altre operazioni |                       |             |               |
| R.               | Nome                  | da          | Modalità      |
| D                | Volodymyr Kostevyč    | Ruch L'viv  | fine prestito |
| D                | Denys Kuzyk           | Čornomorec' | fine prestito |
| D                | Danil Skorko          | Čornomorec' | fine prestito |
| D                | Roman Vantuch         | Čornomorec' | fine prestito |
| C                | Bohdan Biloševs'kyj   | Čornomorec' | fine prestito |
| C                | Abdul Kadiri Mohammed | Čornomorec' | fine prestito |
| C                | Jevhen Smyrnyj        | Čornomorec' | fine prestito |
| C                | Jurij Tlumak          | Čornomorec' | fine prestito |
| A                | Jevhen Isajenko       | Čornomorec' | fine prestito |
| A                | Nazarij Rusyn         | Dnipro-1    | fine prestito |
| A                | Vladyslav Vanat       | Čornomorec' | fine prestito |

| Cessioni         | Cessioni              | Cessioni        | Cessioni                          |
| R.               | Nome                  | a               | Modalità                          |
| ---------------- | --------------------- | --------------- | --------------------------------- |
| D                | Vitalij Mykolenko     | Everton         | definitivo (23,5 milioni €)       |
| D                | Artem Šabanov         | Fehérvár        | definitivo (0,7 milioni €)        |
| C                | Bohdan Ljednjev       | Fehérvár        | prestito oneroso (0,1 milione €)  |
| A                | Eric Ramírez          | Sporting Gijón  | prestito oneroso (0,25 milioni €) |
| A                | Vladyslav Suprjaha    | Sampdoria       | prestito oneroso (0,5 milioni €)  |
| Altre operazioni |                       |                 |                                   |
| R.               | Nome                  | a               | Modalità                          |
| D                | Denys Kuzyk           | Kolos Kovalivka | prestito                          |
| D                | Danil Skorko          | Zorja           | definitivo (0,12 milioni €)       |
| D                | Roman Vantuch         | Dnipro-1        | prestito                          |
| C                | Bohdan Biloševs'kyj   | Oleksandrija    | prestito                          |
| C                | Abdul Kadiri Mohammed | Honvéd          | prestito                          |
| C                | Jevhen Smyrnyj        | Zorja           | definitivo (0,2 milioni €)        |
| C                | Jurij Tlumak          | Zorja           | definitivo (0,12 milioni €)       |
| A                | Ibrahim Kargbo Jr.    | Celje           | prestito                          |
| A                | Jevhen Isajenko       | Kolos Kovalivka | prestito                          |
| A                | Nazarij Rusyn         | Čornomorec'     | prestito                          |

#### Trasferimenti successivi alla sessione invernale
| Acquisti | Acquisti              | Acquisti    | Acquisti      |
| R.       | Nome                  | da          | Modalità      |
| -------- | --------------------- | ----------- | ------------- |
| C        | Giorgi Ts'it'aishvili | Čornomorec' | fine prestito |
| A        | Gerson Rodrigues      | Troyes      | fine prestito |

| Cessioni | Cessioni              | Cessioni         | Cessioni      |
| R.       | Nome                  | da               | Modalità      |
| -------- | --------------------- | ---------------- | ------------- |
| D        | Tomasz Kędziora       | Lech Poznań      | prestito      |
| C        | Carlos de Pena        | Internacional    | definitivo    |
| C        | Giorgi Ts'it'aishvili | Wisła Cracovia   | prestito      |
| A        | Gerson Rodrigues      | Eyüpspor         | prestito      |
| A        | Illja Škuryn          | CSKA Mosca       | fine prestito |
| A        | Benjamin Verbič       | Legia Varsavia   | prestito      |
| A        | Vitinho               | Athl. Paranaense | prestito      |

## Risultati

### Prem"jer-liha

#### Girone di andata
| Arbitro: | Ivanov (Makiïvka) |

|                               |           |  |
| Bujal's'kij 19’ Ramírez 45+1’ | Marcatori |  |

| Arbitro: | Šurman (Vyšneve) |

|                                                   |           |  |
| Popov 4’ Harmaš 6’ Tymčyk 42’ Cyhankov 86’ (rig.) | Marcatori |  |

| Arbitro: | Abdula (Charkiv) |

|                |           |                            |
| Frimpong 90+4’ | Marcatori | 17’ Syrota 80’ Bujal's'kij |

| Arbitro: | Monzul' (Charkiv) |

|               |           |                  |
| Kovalenko 77’ | Marcatori | 71’ (aut.) Šyška |

| Arbitro: | Paschal (Cherson) |

|                                                                |           |  |
| Bujal's'kij 30’, 56’ Cyhankov 38’ (rig.) Zavijs'kyj 79’ (aut.) | Marcatori |  |

| Arbitro: | Omel'čenko (Slov"jans'k) |

|                                                                             |           |  |
| de Pena 5’, 39’ Šaparenko 9’ Kędziora 25’ Bujal's'kij 34’ Cyhankov 45’, 67’ | Marcatori |  |

| Arbitro: | Kozyrjac'kyj (Zaporižžja) |

|  |           |                         |
|  | Marcatori | 47’ Cyhankov 52’ Harmaš |

| Arbitro: | Kryvuškin (Charkiv) |

|                       |           |  |
| Cyhankov 90+5’ (rig.) | Marcatori |  |

| Arbitro: | Ivanov (Makiïvka) |

|  |           |                                |
|  | Marcatori | 28’ (rig.) Cyhankov 38’ Harmaš |

| Kiev 3 ottobre 2021, ore 19:30 EEST 10ª giornata | Dinamo Kiev      | 0 – 0 referto | Šachtar | Stadio Olimpico (28 073 spett.)\| Arbitro: \| Šandor (Leopoli) \| |
| Arbitro:                                         | Šandor (Leopoli) |               |         |                                                                   |

| Arbitro: | Monzul' (Charkiv) |

|                   |           |                                                |
| Čirjak 36’ (rig.) | Marcatori | 38’ Bujal's'kij 45+1’ Cyhankov 58’, 83’ Harmaš |

| Arbitro: | Kryvuškin (Charkiv) |

|                         |           |  |
| Cyhankov 50’ Harmaš 75’ | Marcatori |  |

| Arbitro: | Romanov (Dnipro) |

|                                  |           |                                |
| Myšn'ov 4’ (rig.) Klymenko 90+2’ | Marcatori | 5’, 68’ Sydorčuk 29’ Šaparenko |

| Arbitro: | Ivanov (Makiïvka) |

|               |           |                                |
| Vitinho 90+4’ | Marcatori | 34’ Rangel 74’ (rig.) O. Thill |

| Arbitro: | Šandor (Leopoli) |

|              |           |                                                                   |
| Isajenko 44’ | Marcatori | 27’, 58’ (rig.) Bujal's'kij 30’, 37’ Vitinho 48’ Harmaš 82’ Kulač |

#### Girone di ritorno
| Arbitro: | Derevyns'kyj (Chmel'nyc'kyj) |

|  |           |                                     |
|  | Marcatori | 12’ (rig.) Cyhankov 90+6’ Šaparenko |

| Arbitro: | Monzul' (Charkiv) |

|  |           |                              |
|  | Marcatori | 21’, 61’ Verbič 65’ Cyhankov |

| Arbitro: | Paschal (Cherson) |

|                 |           |              |
| Bujal's'kij 44’ | Marcatori | 49’ Allahyar |

| Kiev 26 febbraio 2022, ore 14:00 EET 19ª giornata | Dinamo Kiev | – Cancellata | Inhulec' | Stadio Dynamo Lobanovs'kyj |

| Černihiv 5 marzo 2022, ore 17:00 EET 20ª giornata | Desna Černihiv | – Cancellata | Dinamo Kiev | Stadio di Černihiv |

| Kovalivka 12 marzo 2022, ore 17:00 EET 21ª giornata | Kolos Kovalivka | – Cancellata | Dinamo Kiev | Stadio Kolos |

| Kiev 19 marzo 2022, ore 17:00 EET 22ª giornata | Dinamo Kiev | – Cancellata | Metalist 1925 | Stadio Olimpico |

| Oleksandrija 2 aprile 2022, ore 17:00 EEST 23ª giornata | Oleksandrija | – Cancellata | Dinamo Kiev | CSC Nika |

| Kiev 9 aprile 2022, ore 17:00 EEST 24ª giornata | Dinamo Kiev | – Cancellata | Ruch L'viv | Stadio Olimpico |

| Kiev 16 aprile 2022, ore 17:00 EEST 25ª giornata | Šachtar | – Cancellata | Dinamo Kiev | Stadio Olimpico |

| Kiev 23 aprile 2022, ore 17:00 EEST 26ª giornata | Dinamo Kiev | – Cancellata | L'viv | Stadio Olimpico |

| Dnipro 30 aprile 2022, ore 17:00 EEST 27ª giornata | Dnipro-1 | – Cancellata | Dinamo Kiev | Dnipro Arena |

| Kiev 7 maggio 2022, ore 17:00 EEST 28ª giornata | Dinamo Kiev | – Cancellata | Mariupol' | Stadio Olimpico |

| Poltava 14 maggio 2022, ore 17:00 EEST 29ª giornata | Vorskla | – Cancellata | Dinamo Kiev | Stadio Vorskla |

| Kiev 21 maggio 2022, ore 17:00 EEST 30ª giornata | Dinamo Kiev | – Cancellata | Čornomorec' | Stadio Olimpico |

### Coppa d'Ucraina
| Arbitro: | Kovalenko (Poltava) |

|              |           |                        |
| Očeretko 85’ | Marcatori | 16’ Verbič 34’ Šabanov |

| Oleksandrija 2 marzo 2022, ore 17:00 EET Quarti di finale | Oleksandrija | – Cancellata | Dinamo Kiev | CSC Nika |

### Champions League

#### Fase a gironi
| Kiev 14 settembre 2021, ore 21:00 CEST 1ª giornata – Gruppo E | Dinamo Kiev | 0 – 0 referto | Benfica | Stadio Olimpico (21 657 spett.)\| Arbitro: \| Taylor \| |
| Arbitro:                                                      | Taylor      |               |         |                                                         |

| Arbitro: | Guida |

|                                                                   |           |  |
| Lewandowski 12’ (rig.), 27’ Gnabry 68’ Sané 74’ Choupo-Moting 87’ | Marcatori |  |

| Arbitro: | Turpin |

|           |           |  |
| Piqué 36’ | Marcatori |  |

| Arbitro: | Haţegan |

|  |           |          |
|  | Marcatori | 70’ Fati |

| Arbitro: | Meler |

|            |           |                           |
| Harmaš 70’ | Marcatori | 14’ Lewandowski 42’ Coman |

| Arbitro: | Aytekin |

|                           |           |  |
| Jaremčuk 16’ Gilberto 22’ | Marcatori |  |

### Supercoppa
| Arbitro: | Kovalenko (Poltava) |

|                                |           |  |
| Traoré 30’, 54’ A. Patrick 61’ | Marcatori |  |

## Statistiche

### Statistiche di squadra
| Competizione         | Punti | In casa | In casa | In casa | In casa | In casa | In casa | In trasferta | In trasferta | In trasferta | In trasferta | In trasferta | In trasferta | Totale | Totale | Totale | Totale | Totale | Totale | DR  |
| Competizione         | Punti | G       | V       | N       | P       | Gf      | Gs      | G            | V            | N            | P            | Gf           | Gs           | G      | V      | N      | P      | Gf     | Gs     | DR  |
| -------------------- | ----- | ------- | ------- | ------- | ------- | ------- | ------- | ------------ | ------------ | ------------ | ------------ | ------------ | ------------ | ------ | ------ | ------ | ------ | ------ | ------ | --- |
| Prem"jer-liha        | 45    | 9       | 6       | 2       | 1       | 22      | 3       | 9            | 8            | 1            | 0            | 25           | 6            | 18     | 14     | 3      | 1      | 47     | 9      | +38 |
| Coppa di Ucraina     | -     | 0       | 0       | 0       | 0       | 0       | 0       | 1            | 1            | 0            | 0            | 2            | 1            | 1      | 1      | 0      | 0      | 2      | 1      | +1  |
| Champions League     | 1     | 3       | 0       | 1       | 2       | 1       | 3       | 3            | 0            | 0            | 3            | 0            | 8            | 6      | 0      | 1      | 5      | 1      | 11     | -10 |
| Supercoppa d'Ucraina | -     | -       | -       | -       | -       | -       | -       | -            | -            | -            | -            | -            | -            | 1      | 0      | 0      | 1      | 0      | 3      | -3  |
| Totale               | -     | 12      | 6       | 3       | 3       | 23      | 6       | 13           | 9            | 1            | 3            | 26           | 15           | 26     | 15     | 4      | 7      | 50     | 24     | +26 |

### Andamento in campionato
| Giornata  | 1  | 2 | 3 | 4 | 5 | 6 | 7 | 8 | 9 | 10 | 11 | 12 | 13 | 14 | 15 | 16 | 17 | 18 | 19 | 20 | 21 | 22 | 23 | 24 | 25 | 26 | 27 | 28 | 29 | 30 |
| --------- | -- | - | - | - | - | - | - | - | - | -- | -- | -- | -- | -- | -- | -- | -- | -- | -- | -- | -- | -- | -- | -- | -- | -- | -- | -- | -- | -- |
| Luogo     | C  | C | T | T | C | C | T | C | T | C  | T  | C  | T  | C  | T  | T  | T  | C  | C  | T  | T  | C  | T  | C  | T  | C  | T  | C  | T  | C  |
| Risultato | V  | V | V | N | V | V | V | V | V | N  | V  | V  | V  | P  | V  | V  | V  | N  |    |    |    |    |    |    |    |    |    |    |    |    |
| Posizione | 10 | 7 | 4 | 2 | 1 | 1 | 1 | 1 | 1 | 1  | 1  | 1  | 1  | 2  | 2  | 1  | 2  | 2  |    |    |    |    |    |    |    |    |    |    |    |    |

Legenda:

Luogo: C = Casa; T = Trasferta. Risultato: R = Rinviata; V = Vittoria; N = Pareggio; P = Sconfitta.

### Statistiche dei giocatori
In corsivo i calciatori che hanno lasciato la squadra a stagione in corso.
| Giocatore        | Prem"jer-liha | Prem"jer-liha | Prem"jer-liha | Prem"jer-liha | Coppa di Ucraina | Coppa di Ucraina | Coppa di Ucraina | Coppa di Ucraina | Champions League | Champions League | Champions League | Champions League | Supercoppa d'Ucraina | Supercoppa d'Ucraina | Supercoppa d'Ucraina | Supercoppa d'Ucraina | Totale   | Totale | Totale      | Totale     |
| Giocatore        | Presenze      | Reti          | Ammonizioni   | Espulsioni    | Presenze         | Reti             | Ammonizioni      | Espulsioni       | Presenze         | Reti             | Ammonizioni      | Espulsioni       | Presenze             | Reti                 | Ammonizioni          | Espulsioni           | Presenze | Reti   | Ammonizioni | Espulsioni |
| ---------------- | ------------- | ------------- | ------------- | ------------- | ---------------- | ---------------- | ---------------- | ---------------- | ---------------- | ---------------- | ---------------- | ---------------- | -------------------- | -------------------- | -------------------- | -------------------- | -------- | ------ | ----------- | ---------- |
| O. Andrijevs'kyj | 8             | 0             | 2             | 0             | 0                | 0                | 0                | 0                | 2                | 0                | 0                | 0                | 1                    | 0                    | 0                    | 0                    | 11       | 0      | 2           | 0          |
| D. Antjuch       | 3             | 0             | 0             | 0             | 1                | 0                | 0                | 0                | 0                | 0                | 0                | 0                | 0                    | 0                    | 0                    | 0                    | 4        | 0      | 0           | 0          |
| A. Bjesjedin     | 0             | 0             | 0             | 0             | 0                | 0                | 0                | 0                | 0                | 0                | 0                | 0                | 0                    | 0                    | 0                    | 0                    | 0        | 0      | 0           | 0          |
| D. Bojko         | 3             | -0            | 1             | 0             | 1                | -1               | 0                | 0                | 1                | -0               | 0                | 0                | 1                    | -3                   | 0                    | 0                    | 6        | -4     | 1           | 0          |
| V. Bujal's'kij   | 16            | 9             | 3             | 0             | 0                | 0                | 0                | 0                | 5                | 0                | 1                | 0                | 1                    | 0                    | 1                    | 0                    | 22       | 9      | 5           | 0          |
| M. Burda         | 0             | 0             | 0             | 0             | 0                | 0                | 0                | 0                | 0                | 0                | 0                | 0                | 0                    | 0                    | 0                    | 0                    | 0        | 0      | 0           | 0          |
| H. Buščan        | 15            | -9            | 1             | 0             | 0                | -0               | 0                | 0                | 5                | -11              | 0                | 0                | 0                    | -0                   | 0                    | 0                    | 20       | -20    | 1           | 0          |
| V. Cyhankov      | 18            | 11            | 1             | 0             | 0                | 0                | 0                | 0                | 6                | 0                | 1                | 0                | 1                    | 0                    | 1                    | 0                    | 25       | 11     | 3           | 0          |
| C. de Pena       | 16            | 2             | 2             | 0             | 0                | 0                | 0                | 0                | 6                | 0                | 0                | 0                | 1                    | 0                    | 1                    | 0                    | 23       | 2      | 3           | 0          |
| V. Dubinčak      | 0             | 0             | 0             | 0             | 0                | 0                | 0                | 0                | -                | -                | -                | -                | -                    | -                    | -                    | -                    | 0        | 0      | 0           | 0          |
| D. Harmaš        | 17            | 7             | 2             | 0             | 1                | 0                | 0                | 0                | 6                | 1                | 2                | 0                | 1                    | 0                    | 0                    | 0                    | 25       | 8      | 4           | 0          |
| O. Karavajev     | 18            | 0             | 0             | 0             | 1                | 0                | 0                | 0                | 6                | 0                | 0                | 0                | 1                    | 0                    | 0                    | 0                    | 26       | 0      | 0           | 0          |
| T. Kędziora      | 15            | 1             | 1             | 0             | 1                | 0                | 0                | 0                | 5                | 0                | 0                | 0                | 1                    | 0                    | 0                    | 0                    | 22       | 1      | 1           | 0          |
| V. Kulač         | 5             | 1             | 0             | 0             | 0                | 0                | 0                | 0                | 0                | 0                | 0                | 0                | 0                    | 0                    | 0                    | 0                    | 5        | 1      | 0           | 0          |
| B. Ljednjev      | 8             | 0             | 0             | 0             | 1                | 0                | 0                | 0                | 1                | 0                | 0                | 0                | 0                    | 0                    | 0                    | 0                    | 10       | 0      | 0           | 0          |
| V. Mykolenko     | 15            | 0             | 2             | 0             | 0                | 0                | 0                | 0                | 5                | 0                | 0                | 0                | 1                    | 0                    | 0                    | 0                    | 21       | 0      | 2           | 0          |
| D. Popov         | 1             | 1             | 0             | 0             | 0                | 0                | 0                | 0                | 0                | 0                | 0                | 0                | 0                    | 0                    | 0                    | 0                    | 1        | 1      | 0           | 0          |
| E. Ramírez       | 4             | 1             | 0             | 0             | 1                | 0                | 0                | 0                | 2                | 0                | 0                | 0                | 0                    | 0                    | 0                    | 0                    | 7        | 1      | 0           | 0          |
| G. Rodrigues     | 3             | 0             | 0             | 0             | -                | -                | -                | -                | -                | -                | -                | -                | -                    | -                    | -                    | -                    | 3        | 0      | 0           | 0          |
| A. Šabanov       | 6             | 0             | 1             | 0             | 1                | 1                | 1                | 0                | 1                | 0                | 0                | 0                | 0                    | 0                    | 0                    | 0                    | 8        | 1      | 2           | 0          |
| M. Šaparenko     | 13            | 3             | 8             | 0             | 1                | 0                | 0                | 0                | 6                | 0                | 1                | 0                | 1                    | 0                    | 1                    | 0                    | 21       | 3      | 10          | 0          |
| V. Šepeljev      | 11            | 0             | 0             | 0             | 1                | 0                | 0                | 0                | 2                | 0                | 0                | 0                | 0                    | 0                    | 0                    | 0                    | 14       | 0      | 0           | 0          |
| I. Škuryn        | 8             | 0             | 0             | 0             | 1                | 0                | 0                | 0                | 2                | 0                | 0                | 0                | 0                    | 0                    | 0                    | 0                    | 11       | 0      | 0           | 0          |
| Sidcley          | 2             | 0             | 0             | 0             | -                | -                | -                | -                | -                | -                | -                | -                | -                    | -                    | -                    | -                    | 2        | 0      | 0           | 0          |
| V. Suprjaha      | 3             | 0             | 1             | 0             | 0                | 0                | 0                | 0                | 2                | 0                | 0                | 0                | 1                    | 0                    | 0                    | 0                    | 6        | 0      | 1           | 0          |
| S. Sydorčuk      | 15            | 2             | 4             | 0             | 1                | 0                | 0                | 0                | 6                | 0                | 2                | 0                | 1                    | 0                    | 0                    | 0                    | 23       | 2      | 6           | 0          |
| O. Syrota        | 12            | 1             | 0             | 0             | 0                | 0                | 0                | 0                | 5                | 0                | 0                | 0                | 1                    | 0                    | 1                    | 0                    | 18       | 1      | 1           | 0          |
| O. Tymčyk        | 12            | 1             | 1             | 0             | 1                | 0                | 0                | 0                | 4                | 0                | 1                | 0                | 0                    | 0                    | 0                    | 0                    | 17       | 1      | 2           | 0          |
| B. Verbič        | 9             | 2             | 2             | 0             | 1                | 1                | 0                | 0                | 3                | 0                | 1                | 0                | 0                    | 0                    | 0                    | 0                    | 13       | 3      | 3           | 0          |
| Vitinho          | 8             | 3             | 3             | 0             | 1                | 0                | 0                | 0                | 3                | 0                | 0                | 0                | 1                    | 0                    | 0                    | 0                    | 13       | 3      | 3           | 0          |
| I. Zabarnyj      | 15            | 0             | 3             | 0             | 1                | 0                | 0                | 0                | 6                | 0                | 1                | 0                | 1                    | 0                    | 1                    | 0                    | 23       | 0      | 5           | 0          |